# Grafschaft Ratzeburg
Die Grafschaft Ratzeburg wurde im Jahre 1143 begründet und bestand als solche weniger als ein Jahrhundert.

## Gründung
Herzog Heinrich der Löwe von Sachsen belehnte im Jahre 1143 den durch Adolf II. von Schauenburg aus Holstein und Stormarn verdrängten Grafen Heinrich von Badewide mit Gebieten im Siedlungsbereich der von ihm unterworfenen abodritischen Polaben. Die neu geschaffene Grafschaft umfasste die Landschaften Ratzeburg, Wittenburg und Gadebusch, sowie Rehna, Zarrentin und die Vogtei Mölln – d. h., den Nordteil des heutigen Kreises Herzogtum Lauenburg und Teile des westlichen Mecklenburg.

## Geschichte
Die Grafschaft um die wohl im 11. Jahrhundert vom polabischen Fürsten Ratibor (Ratse) errichtete und 1062 erstmals erwähnte abodritische Gauburg war sächsisches Lehen. Sie blieb bis zu deren Aussterben im Mannesstamm mit dem schon im Kindesalter verstorbenen Bernhard III. († 1199) im Besitz der Badwiden. Durch die Heirat mit Bernhards verwitweter Mutter Adelheid von Wassel erlangte Adolf I. von Dassel im Jahre 1200 die Regentschaft, verlor diese aber schon kurze Zeit später auf Grund der Schlacht bei Waschow (25. Mai 1200 oder 1201), in der er und seine Verbündeten gegen ein Heer mecklenburgischer Vasallen des Dänenkönigs Knut VI. unterlagen. Die Grafschaft kam daraufhin unter die Oberherrschaft des dänischen Königs, und dessen Bruder und Nachfolger Waldemar II. gab sie im Jahre 1202 an seinen Neffen, den Grafen Albrecht II. von Orlamünde, der als Graf von Holstein, Stormarn, Ratzeburg und Wagrien dänischer Statthalter von Nordalbingien war.
1204 gab Waldemar II. den Grafen von Schwerin als Belohnung für ihre Unterstützung der dänischen Expansion alle Gebiete der Grafschaft Ratzeburg östlich der heutigen Grenze zwischen Schleswig-Holstein und Mecklenburg. Als Ausgleich wurde die Sadelbande, die bis zu diesem Zeitpunkt immer unter der direkten Herrschaft der sächsischen Herzöge gewesen war, der Grafschaft angeschlossen. Damit waren der Nord- und der Südteil des heutigen Kreises Herzogtum Lauenburg erstmals administrativ vereint.

## Ende

Grafschaft Ratzeburg um 1250, nach ihrer Eingliederung in das Herzogtum Sachsen (dunkelgrün)

Nach der Schlacht bei Bornhöved im Jahre 1227, mit der die dänischen Expansionsbestrebungen in Norddeutschland beendet wurden, kam das Gebiet der Grafschaft an den Askanier-Herzog Albrecht I. von Sachsen. Da die Badwiden bereits 1199 ausgestorben waren, hatte sich Albrecht als Preis für seine Beteiligung am Krieg gegen König Waldemar bereits im Voraus zusichern lassen, die Grafschaft Ratzeburg als erledigtes sächsisches Lehen einziehen zu können. Schon 1225, nach der Gefangennahme Albrechts von Orlamünde in der Schlacht bei Mölln, hatte sich Albrecht von diesem auch das Lauenburger Land abtreten lassen. Nach Albrechts Tod im Jahre 1260 übernahmen seine Söhne Johann I. und Albrecht II. gemeinsam die Herrschaft im Herzogtum Sachsen. Der jüngere Bruder Albrecht II. regierte den Teil, der bei der offiziellen Teilung des Herzogtums im Jahre 1296 zum Herzogtum Sachsen-Wittenberg wurde. Johann I. herrschte über die ehemalige Grafschaft Ratzeburg und das Lauenburger Land. Dieses Gebiet wurde unter seinen Söhnen Johann II., Erich und Albrecht III. 1296 formell zum Herzogtum Sachsen-Lauenburg.

## Grafen von Ratzeburg
- 1143–1163: Heinrich von Badewide
- 1164–1190: Bernhard I. von Ratzeburg, Sohn Heinrichs
- 1190–1198: Bernhard II. von Ratzeburg, Sohn Bernhards I.
- 1198–1199: Bernhard III. von Ratzeburg (Kind), Sohn Bernhards II. (Regentin: Adelheid von Wassel, Witwe Bernhards II.)
- 1200–1201: Adolf I. von Dassel (durch Heirat mit Adelheid von Wassel)
- 1202–1227: Albrecht II. von Orlamünde, (Askanier), dänischer Statthalter von Nordalbingien, Graf von Holstein, Stormarn, Ratzeburg und Wagrien, Neffe König Waldemars II. von Dänemark
- 1227 Herzog Albrecht I. von Sachsen, (Askanier)